# Fetthärtung
Fetthärtung ist ein Verfahren, bei dem fette Öle in feste Fette umgewandelt werden. Dabei werden durch Hydrierung die Doppelbindungen der ungesättigten Fettsäuren-Reste mit Wasserstoff – in Gegenwart geeigneter Katalysatoren (Nickel) – abgesättigt. Aus den (mehrfach) ungesättigten Fettsäureglycerinestern (z. B. in Pflanzenölen) bilden sich Glycerinester gesättigter Fettsäuren.

Katalytische Fetthärtung mit Wasserstoff: Oben ein Triglycerid in einem Öl mit einem blau markierten gesättigten Fettsäurerest, einem grün markierten einfach ungesättigten Fettsäurerest sowie einem rot markierten dreifach ungesättigten Fettsäurerest. Auf die zu hydrierenden vier Doppelbindungen weisen jeweils Pfeile. Im Zentrum ist in der oberen Strukturformel das dreifach acylierte Glycerin (schwarz markiert) erkennbar, unten das Hydrierungsprodukt (ein Fett), das einen höheren Schmelzpunkt hat als das Ausgangsprodukt (Öl, oben) mit nun drei blau markierten gesättigten Fettsäureresten. Auf die vier hydrierten Stellen weist unten ebenfalls je ein Pfeil.

Aus relativ preiswerten und leicht verfügbaren Pflanzenölen werden Produkte gewonnen, die bessere technische Eigenschaften als natürliche (feste) Fette wie Butter oder Schmalz aufweisen. Neben der Verfestigung (höherer Schmelzpunkt) wird eine bessere Lagerfähigkeit und ein erhöhter Rauchpunkt erreicht.
Typische Lebensmittel, die gehärtete Fette enthalten, sind Margarine, Fette zum Frittieren, viele Kekssorten und abgepackte Kuchen, Fertiggerichte – z. B. panierter Fisch – und Brotaufstriche, wie Erdnussbutter. Gehärtete Fette werden auch zur Seifenherstellung verwendet.
Die Fetthärtung wurde 1901 von Wilhelm Normann erfunden.

## Gesundheitsrisiken
Bei unvollständiger Hydrierung können sich Glyceride der trans-Fettsäuren als Nebenprodukt bilden. Sie gelten als Mitverursacher von Herz-Kreislauferkrankungen. Etwa 2013 gab es Bestrebungen, durch eine geschickte Wahl von Katalysatoren den entstehenden Anteil an unerwünschten trans-Fettsäureresten zu minimieren.